# Руаяль, Сеголен
Мари-Сеголен Руаяль (фр. Marie-Ségolène Royal, МФА (фр.): МФА: [se.ɡɔ.lɛn ʁwa.jal]о файле; 22 сентября 1953, Дакар, Сенегал) — французская политическая деятельница, социалистка, представительница нового поколения этой партии, усилившегося после неудач правых кабинетов в 2005—2006 годах. Министр экологии, устойчивого развития и энергетики в социалистических кабинетах Мануэля Вальса (2014—2016) и Бернара Казнёва (2016—2017). Посол Франции по делам Арктики и Антарктики с 1 сентября 2017 года по 24 января 2020 года.

## Биография

### Первые годы и семья
Родилась на военной базе в Дакаре в семье офицера артиллерии Жака Руаяля. У её родителей за 9 лет родилось 8 детей, три из которых — девочки. Её отец считал, что девушки должны заниматься домашним хозяйством и им необязательно получать образование. Но Мари-Сеголен отстояла своё право продолжить образование после школы, и к большому удивлению родителей, поступила в Институт политических наук в Париже.
В 1972 году подала судебный иск против своего отца, поскольку он отказывался развестись с её матерью и платить алименты, чтобы дети могли получить образование. После многих лет судебных разбирательств она выиграла это дело, незадолго до того, как Жак Руаяль умер от рака в 1981 году.
С конца 1970-х годов состояла в незарегистрированном браке с лидером ФСП, седьмым президентом Пятой французской республики Франсуа Олландом, с которым училась вместе в престижной Национальной школе администрации при премьер-министре Франции.
От Олланда имеет четырёх детей. Они никогда не были женаты, но официально вступили в так называемое гражданское партнерство, которое предполагает административно-социальный союз двух людей независимо от их пола и является практически эквивалентом брачного союза, облегчённым в административном плане. В июне 2007, накануне парламентских выборов, Сеголен официально заявила о том, что они с Олландом намерены расстаться.

### Политическая деятельность
В 1980 году Сеголен Руаяль вступила в ряды Социалистической партии.
В 1982—1988 годах была советником аппарата администрации президента Франсуа Миттерана. В 1988 году он настоял, чтобы Руаяль баллотировалась в парламент Пятой республики.
Депутат Национального собрания Франции в 1988—1992, 1993—1997 и 2002—2007 годах.
В 1992—1993 годах была министром по делам окружающей среды в социалистическом правительстве Пьера Береговуа.
В 1997—2002 была министром-делегатом при министре образования, затем министром-делегатом при министре занятости в следующем социалистическом правительстве Лионеля Жоспена.
В 2004 году была избрана главой региона Пуату-Шарант (одержала победу над Ж. П. Раффареном, тогда действующим премьер-министром, на его родине).
В 2010 году была избрана на второй срок главой региона Пуату-Шарант, набрав рекордный процент голосов (более 60 %) даже среди социалистов, которые вновь победили с огромным отрывом правые партии в 20 из 22 регионов континентальной Франции.

### Президентские выборы 2007 года

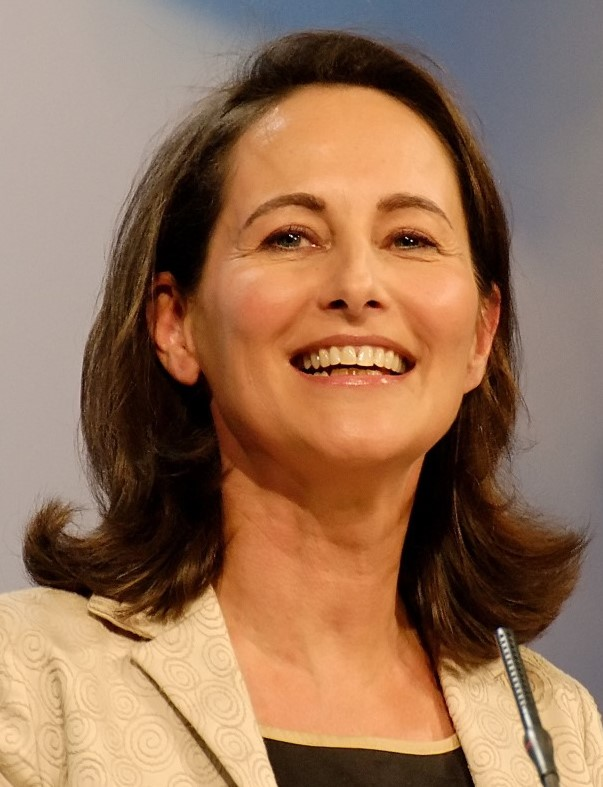
2007 год

После общественных выступлений в связи с контрактом первого найма 2006 году начала рассматриваться многими аналитиками как одна из наиболее вероятных кандидатур на победу на французских президентских выборах 2007 года. Изначально ожидалось, что её основным соперником станет Николя Саркози (противостояние Ségo-Sarko).
Несмотря на то, что продолжающий сохранять влияние на СПФ Лионель Жоспен в октябре 2006 года резко высказался против её кандидатуры, партия 16 ноября 2006 года выдвинула Руаяль своей кандидаткой на президентский пост. Она опередила таких влиятельных претендентов от СПФ как Доминик Стросс-Кан и бывший премьер-министр Лоран Фабиус.
Руаяль вела очень активную избирательную кампанию, много выступая по радио и телевидению, встречаясь с избирателями почти во всех значительных городах и акцентируя внимание на правах иммигрантов (участники беспорядков 2005 года были настроены крайне против Саркози) и социальных гарантиях. О себе Руаяль заявила: ""Я не слабая жертва, я не слабая женщина, я - боец". Также текст «Социалистического проекта для Франции» — название программы для предстоящих выборов, состоящий из 4-х частей, был официально принят французскими социалистами в июне 2006 года. А в середине февраля 2007 года была представлена президентская программа. Она отражала традиционные направления политики социалистов, а именно:
- сократить уровень безработицы к 2012 году до 5 %;
- увеличить минимальную заработную плату (SMIC, Salaire minimum interprofessionnel (1 398,37 € brutto/ 1 096,94 € netto в 2012);
- увеличить базовое пенсионное пособие на 5 %;
- начать строительство около 120 тысяч муниципальных квартир для малообеспеченных слоев населения;
- поднять расходы на образование.

Одновременно с увеличением социальных программ заявляла о необходимости бороться с растущим внутренним долгом государства, который, по её словам, уже стал для страны «невыносимым». Она также говорила об обязательной поддержке малого и среднего бизнеса, который переживает период обвальных банкротств. При этом почему-то никак не затрагивался вопрос о налогообложении, хотя и высказывалось намерение сократить количество министерских структур. Также выступала за дальнейшую децентрализацию и предоставление департаментам большей самостоятельности.
Набрав в первом туре 22 апреля 26 % голосов и выйдя во второй тур вместе с опередившим её Саркози, Руаяль получила прямую поддержку большинства левых партий, а также косвенную со стороны Франсуа Байру, заявившего, что не будет голосовать за Саркози. Однако с февраля 2007 года Руаяль неизменно отставала от Саркози по рейтингу. На поражении Руаяль во втором туре 6 мая (46,94 % голосов), возможно, сказались и её излишне эмоциональные высказывания между турами, когда она назвала Саркози «опасностью».
Признав поражение на встрече со своим штабом вечером 6 мая, заявила, что продолжит борьбу, благодарит своих сторонников и призывает их не расслабляться.
В ноябре 2008 года проиграла выборы на пост секретаря Французской социалистической партии, уступив Мартин Обри во втором туре 102 голоса.
В 2010 году вновь планировала принять участие в президентских выборах 2012 года. Но кандидатом на пост президента Франции от социалистов стал её экс-супруг Франсуа Олланд.

### Министр экологии, устойчивого развития и энергетики Франции (2014—2017)
В апреле 2014 года вступила в должность министра экологии, устойчивого развития и энергетики в новом социалистическом правительстве Мануэля Вальса. На эту должность её пригласил президент Франции Франсуа Олланд.
6 декабря 2016 года правительство Вальса ушло в отставку. В сменившем его правительстве Казнёва Руаяль сохранила должность.
10 мая 2017 года, через несколько часов после того, как Конституционный совет Франции официально назвал Эммануэля Макрона победителем президентских выборов, правительство Казнёва объявило о своей отставке. Исполняла свои обязанности министра до назначения нового кабинета Эдуара Филиппа.

### Посол Франции по делам Арктики и Антарктики (2017—2020)

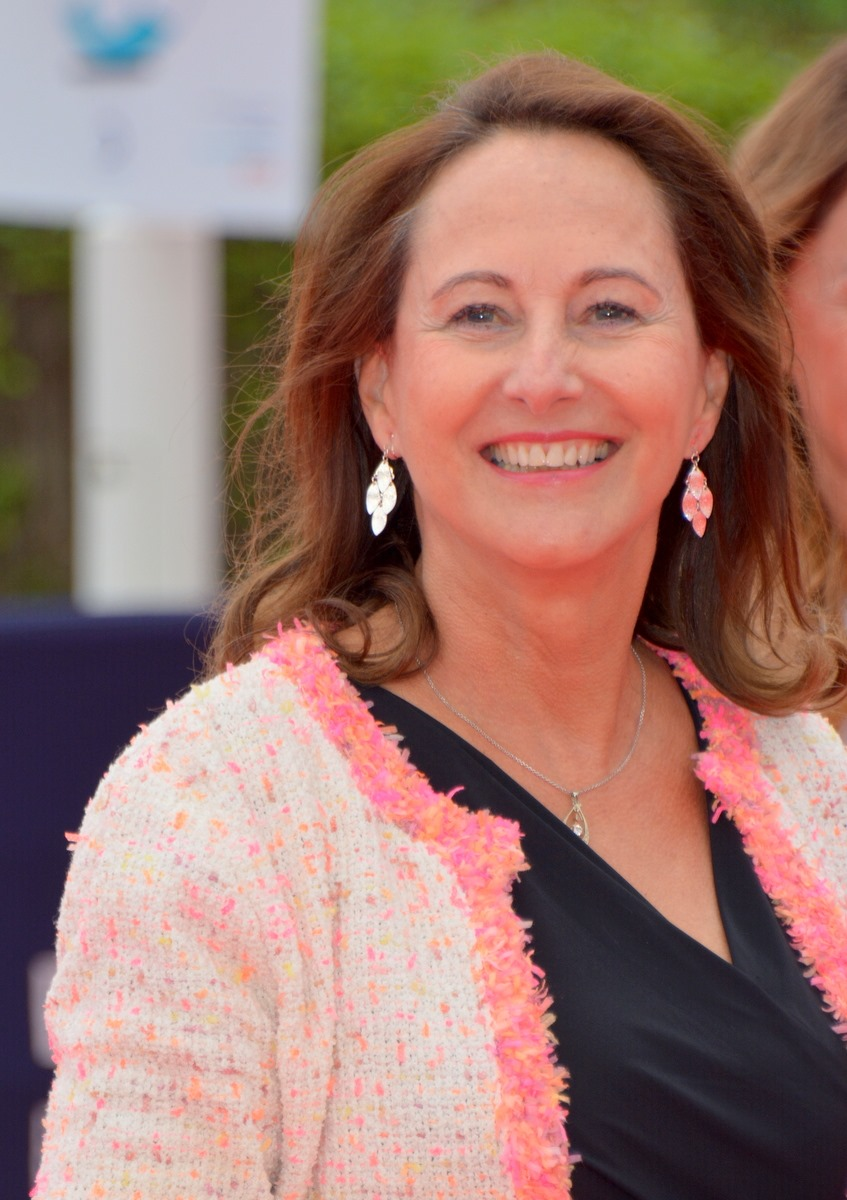
2020 год

28 июля 2017 года стало известно, что будет назначена послом Франции по делам Арктики и Антарктики. На эту должность ее пригласил министр иностранных дел Жан-Ив Ле Дриан. 1 сентября 2017 года заступила на свой пост.
Считает миссию посла по делам Арктики и Антарктики очень важной. По мнению Руаяль, «сегодня мир столкнулся с глобальными климатическими проблемами, которые требуют неотложного решения». Среди них назвала повышение средней температуры воздуха и уровня мирового океана, загрязнение атмосферы.
24 января 2020 года Совет министров Франции отстранил Руаяль, которая неоднократно выступала с критикой правительства, от должности посла по делам Арктики и Антарктики.

### После 2020 года
В 2021 году она потерпела поражение на выборах в Сенат Франции, набрав 2 % голосов.
Во время вторжения России на Украину, начавшегося в феврале 2022 года, заняла пророссийскую позицию. Руаяль заявляла, что в начале войны надо винить НАТО, события в Буче и авиаудар по больнице в Мариуполе на самом деле являются частью военной пропаганды киевских властей для остановки мирного процесса. Заявления Руаяль были осуждены лидером социалистов Оливье Фором и лидером французских социалистов в Европарламенте Рафаэлем Глюксманном.